# 須藤康花
須藤 康花（すどう やすか、1978年9月15日 - 2009年5月10日）は日本の画家。福島県生まれ、父親は東海大学教授須藤正親。
30年の生涯で残された作品は1000点余り、母が思春期に病死したことと自分が病弱であったという現実世界の中で、生死流転、光と闇を追究した作品が多く、少女時代から親しんできた文学、映画という仮象世界を咀嚼しながら、実存主義的視点から絵画の昇華・止揚を目指した。

## 来歴・人物
須藤康花は父親の仕事の関係で、短い生涯30年と8ヶ月の間に神奈川、札幌、沼津、東京、長野県麻績村に転居した。2歳の時にネフローゼを発症、病弱なため幼稚園はもとより、小学校も6年を通して半分も通っていなかった。幼稚園や小学校に通わない分、本を読んでいるか絵を描いているか、あるいは親と一緒にビデオの映画を観ている毎日であった。
画を描き始めた切っ掛けは葛飾北斎の風景画や漫画の模写だった。以後、成長するにつれレンブラント、ルーベンス、ベラスケス、ボッシュ、ブリューゲル、ゴヤ、ドーミエなどを模写しながらヨーロッパの絵画に親しむ一方、日本の作家では佐伯祐三や国吉康雄、香月泰男、それに仏画や絵巻物にも興味を寄せていた。
小学校時代に全国応募展で朝日新聞社賞、農林中金大賞などを受賞し、一般公募では最年少で25回水光会、24回道美展に入選した。体調の良い時には美術館巡りをするとともに、イタリアには短期ながら画集で接した作品などをじかに観るため2度ほど訪れているが、それ以上に京都や奈良に心惹かれ、1995年16歳の時に書いた「私の目指す絵」で決意したように、軸足は常に日本に置かれていた。母親との奈良旅行の最後となった東大寺で南大門の「仁王像」をスケッチし、それを油彩で彼女なりに納得して完成したことも預かっているのだろう。後年大学時代、父親がフランスまたはイタリアへの留学を勧めたにも拘らず、断った。
須藤康花が師について本格的に絵を描き始めたのは、1994年画家青木洋子が主催する沼津美術研究所に入ってからであった。その後東京への転居とともに新宿美術学院を経て2001年多摩美術大学版画科に入学、2007年大学院を卒業するが、終生青木洋子を師と仰いでいた。
16歳で自分の目指す座標軸を定めた康花は、4年後の1999年20歳のときに詩作「魂の風景―夢幻彷徨」でその具体的な風景を描き出す。それは闇と光、生と死、美と醜が織り成す静謐な原始の世界、康花の魂を表出するものだった。弟岳陽、母礼子の死（1993年）は幼い心に世界がいつも光り輝く生気に満ちたものではないことを焼き付けるとともに、母の死と同時に母と同じ病慢性肝炎を知ることによって闇と死は、画家たち誰もが学ぶ対象としてではなく、彼女自身の存在そのものになって行った。不条理こそが彼女の実存となったのだ。彼女は言っている。「生まれながらに抱えた喪失感は埋まるためにあるのではない。決して埋まらない不完全な虚空にこそ永遠の意味がかくされている。」。しかし不条理な実存に甘んじていたわけではない。病苦に苛まれながらもアンガージュマンすることには誰よりも熱心だった。それは作品を制作することこそが不条理な実存から抜け出し、「甦生」（2006年、銅板）、「昇華」（2005年、銅板）することだと彼女は記しているように、残された多くの作品がそのことを語っている。

## 作品世界
詩作「魂の風景―夢幻彷徨」以後およそ10年間に描き続けられた作品は、彼女自身が感じていた不条理な実存と言うリアリズムを表現するとともに、そこから止揚し安穏な世界を追求したと言う点で宗教精神に繋がってもいる。例えば、「童」（2000年頃）、「阿修羅」（2000年頃）、「ブリキの太鼓」（2000年頃）、「美しい人」（2000－2006年頃）、「変身」（2001年頃）、「嘔吐」（2001年頃）、「バベルの塔」（2004年頃）、連作「食」（2004年頃）、「輪廻」（2004年頃）、「悪夢」（2005年、東京国際ミニプリント・トリエンナーレ入選）、「自画像」（2006年頃）、「悪夢」（2006年）、「最果て」（2006年頃）、「無題」（2006年頃）、「輪廻」（2006年頃）などの作品は地獄、無常の世界、「光明」（2003年頃）、「夕べ」（2003年頃）、「彼岸」（2005年、欧美国際公募展・優秀賞）、「昇華」（2005年、欧美国際公募展・優秀賞）、「悠遠｣(2005年、国際プリントビエンナーレ入選)、「彼方」（2005年頃）、「白夜」（2005年頃）、「祈り」（2006年頃）、「郷愁」（2006年頃）、「甦生」（2006年頃）、「流転」（2008年頃）などの作品は欣求浄土、極楽浄土の世界に共鳴している。
須藤康花は中学時代、キリスト教系の藤女子高等学校に籍を置き、『聖書』を教科としたこともあって、母の死は自分の病弱が原因だとする贖罪意識から終生放れることはなかった。その意味では彼女の作品の多くが実存主義的である半面、原罪感をともに共有する仏教、キリスト教の精神世界に強く結びついているのは当然と言えるのかもしれない。釈尊も源信もキリストもダンテも人の子、同じ人の子としての彼女の苦しみと葛藤が宗教観と軌を一にしても何ら不思議なことではない。
しかし、こうした宗教観とも通低する世界を描く一方、晩年小品ながら100点近く描いた風景画は又別の世界が表現されている。2001年父親とともに長野県麻績村に移住した「麻績村の四季」を描いた作品である。死の間際まで離さなかったワイエスの画集、ワイエスは生涯彼女が尊敬してやまない画家だった。田舎暮らしをしながら田舎の風物を描きながら｢絵画を神の領域｣までにしたワイエスに近づくことが目標だった彼女にとって、麻績村は格好の題材でもあったのだ。死期を予感しながら、ワイエスを想わせるようなタッチで描いた「麻績村の四季｣には、土の匂いと汗の匂いの混じった彼女の田舎への思いが塗りこまれている。
(出展：『夢幻彷徨―須藤康花画文集』須藤正親編、東京図書出版、2011年、『須藤康花・田舎の詩情―麻績村の四季』須藤正親編、東京図書出版、2011年）

## 著作
- 『夢幻彷徨―須藤康花画文集』須藤正親編／東京図書出版、2011年
- 『須藤康花・田舎の詩情―麻績村の四季』須藤正親編／東京図書出版、2011年